# Bandit (singolo)
Bandit è un singolo dei rapper statunitensi Juice Wrld e YoungBoy Never Broke Again pubblicato il 4 ottobre 2019.

## Video musicale
Il video musicale è stato pubblicato su Lyrical Lemonade.

## Tracce
1. Bandit – 3:09

## Classifiche

### Classifiche settimanali
| Classifica (2019-2020) | Posizione massima |
| ---------------------- | ----------------- |
| Australia              | 45                |
| Austria                | 70                |
| Belgio                 | 22                |
| Canada                 | 11                |
| Finlandia              | 16                |
| Grecia                 | 14                |
| Irlanda                | 30                |
| Lettonia               | 17                |
| Lituania               | 30                |
| Norvegia               | 16                |
| Nuova Zelanda          | 30                |
| Paesi Bassi            | 62                |
| Portogallo             | 71                |
| Regno Unito            | 42                |
| Repubblica Ceca        | 85                |
| Slovacchia             | 72                |
| Svezia                 | 57                |
| Svizzera               | 58                |
| Stati Uniti            | 10                |

### Classifiche di fine anno
| Classifica (2020) | Posizione |
| ----------------- | --------- |
| Portogallo        | 200       |